# Monagrillo
Monagrillo è un comune (corregimiento) della Repubblica di Panama situato nel distretto di Chitré, provincia di Herrera. Si estende su una superficie di 27,2 km² e conta una popolazione di 12.385 abitanti (censimento 2010).